# SCB-2019
SCB-2019 ويُعرف أيضًا باسم إس سي بي-2019، هو لقاح مرشح ضد مرض فيروس كورونا، تعمل شركة «سيتشوان كلوفر بيوفارماسيوتيكلز» - سيتشوان كلوفر للصناعات الدوائية الحيوية - الصينية على تطويره وإنتاجه بتقنية وحدات البروتين الفرعية بالتعاون مع شركة غلاكسو سميث كلاين، وهو مخصص للإعطاء عن طريق الحقن العضلي.

## الأبحاث السريرية
بدأ تطوير اللقاح في النصف الأول من عام 2020، وشملت المرحلة الأولى من التجارب السريرية 150 متطوعًا بالغًا شبانًا ومسنين، وأظهرت النتائج التي نشرت في 4 ديسمبر 2020 فعالية اللقاح الذي اعتمد في تطويره على مواد مساعدة تحفز الاستجابة المناعية تصنعها شركة غلاسكو، وأعلن أن المرحلتين الثانية والثالثة ستعتمد أيضًا على نفس المواد، في حين أشار الإعلان عن بدء التحضير لدراسات وتجارب موازية باستخدام مواد مساعدة من تصنيع شركة «دينافاكس تكنولوجيز كورب» (بالإنجليزية: Dynavax Technologies Corp)‏، ستُجرى في النصف الأول من عام 2021.